# Marilyn Monroe (Pharrell Williams)
Marilyn Monroe is een nummer van de Amerikaanse R&B-zanger Pharrell Williams. Het nummer werd uitgegeven op 10 maart 2014 en is de tweede officiële single van het album Girl, dat in maart 2014 uitkwam. Marilyn Monroe is geschreven en geproduceerd door Williams, maar de instrumentale intro is geschreven door Ann Marie Calhoun.

## Hitnoteringen

### Nederlandse Top 40
| Hitnotering: 15-03-2014 t/m 28-06-2014 | Hitnotering: 15-03-2014 t/m 28-06-2014 | Hitnotering: 15-03-2014 t/m 28-06-2014 | Hitnotering: 15-03-2014 t/m 28-06-2014 | Hitnotering: 15-03-2014 t/m 28-06-2014 | Hitnotering: 15-03-2014 t/m 28-06-2014 | Hitnotering: 15-03-2014 t/m 28-06-2014 | Hitnotering: 15-03-2014 t/m 28-06-2014 | Hitnotering: 15-03-2014 t/m 28-06-2014 | Hitnotering: 15-03-2014 t/m 28-06-2014 | Hitnotering: 15-03-2014 t/m 28-06-2014 | Hitnotering: 15-03-2014 t/m 28-06-2014 | Hitnotering: 15-03-2014 t/m 28-06-2014 | Hitnotering: 15-03-2014 t/m 28-06-2014 | Hitnotering: 15-03-2014 t/m 28-06-2014 | Hitnotering: 15-03-2014 t/m 28-06-2014 | Hitnotering: 15-03-2014 t/m 28-06-2014 | Hitnotering: 15-03-2014 t/m 28-06-2014 |
| Week:                                  | 1                                      | 2                                      | 3                                      | 4                                      | 5                                      | 6                                      | 7                                      | 8                                      | 9                                      | 10                                     | 11                                     | 12                                     | 13                                     | 14                                     | 15                                     | 16                                     |                                        |
| -------------------------------------- | -------------------------------------- | -------------------------------------- | -------------------------------------- | -------------------------------------- | -------------------------------------- | -------------------------------------- | -------------------------------------- | -------------------------------------- | -------------------------------------- | -------------------------------------- | -------------------------------------- | -------------------------------------- | -------------------------------------- | -------------------------------------- | -------------------------------------- | -------------------------------------- | -------------------------------------- |
| Positie:                               | 22                                     | 19                                     | 14                                     | 15                                     | 14                                     | 15                                     | 16                                     | 13                                     | 17                                     | 19                                     | 19                                     | 21                                     | 22                                     | 25                                     | 31                                     | 31                                     | uit                                    |

### NederlandseSingle Top 100
| Hitnotering: 08-03-2014 t/m | Hitnotering: 08-03-2014 t/m | Hitnotering: 08-03-2014 t/m | Hitnotering: 08-03-2014 t/m | Hitnotering: 08-03-2014 t/m | Hitnotering: 08-03-2014 t/m | Hitnotering: 08-03-2014 t/m | Hitnotering: 08-03-2014 t/m | Hitnotering: 08-03-2014 t/m | Hitnotering: 08-03-2014 t/m | Hitnotering: 08-03-2014 t/m | Hitnotering: 08-03-2014 t/m | Hitnotering: 08-03-2014 t/m | Hitnotering: 08-03-2014 t/m | Hitnotering: 08-03-2014 t/m | Hitnotering: 08-03-2014 t/m | Hitnotering: 08-03-2014 t/m | Hitnotering: 08-03-2014 t/m | Hitnotering: 08-03-2014 t/m | Hitnotering: 08-03-2014 t/m | Hitnotering: 08-03-2014 t/m |
| Week:                       | 1                           | 2                           | 3                           | 4                           | 5                           | 6                           | 7                           | 8                           | 9                           | 10                          | 11                          | 12                          | 13                          | 14                          | 15                          | 16                          | 17                          | 18                          | 19                          | 20                          |
| --------------------------- | --------------------------- | --------------------------- | --------------------------- | --------------------------- | --------------------------- | --------------------------- | --------------------------- | --------------------------- | --------------------------- | --------------------------- | --------------------------- | --------------------------- | --------------------------- | --------------------------- | --------------------------- | --------------------------- | --------------------------- | --------------------------- | --------------------------- | --------------------------- |
| Positie:                    | 52                          | 18                          | 22                          | 22                          | 23                          | 19                          | 20                          | 22                          | 24                          | 30                          | 39                          | 34                          | 39                          | 46                          | 46                          | 65                          | 61                          | 65                          | 82                          | 78                          |
| Week:                       | 21                          | 22                          | 23                          | 24                          | 25                          | 26                          | 27                          | 28                          | 29                          | 30                          | 31                          | 32                          | 33                          | 34                          | 35                          | 36                          | 37                          | 38                          | 39                          | 40                          |
| Positie:                    |                             |                             |                             |                             |                             |                             |                             |                             |                             |                             |                             |                             |                             |                             |                             |                             |                             |                             |                             |                             |

### VlaamseUltratop 50
| Hitnotering: 05-04-2014 t/m | Hitnotering: 05-04-2014 t/m | Hitnotering: 05-04-2014 t/m | Hitnotering: 05-04-2014 t/m | Hitnotering: 05-04-2014 t/m | Hitnotering: 05-04-2014 t/m | Hitnotering: 05-04-2014 t/m | Hitnotering: 05-04-2014 t/m | Hitnotering: 05-04-2014 t/m | Hitnotering: 05-04-2014 t/m | Hitnotering: 05-04-2014 t/m | Hitnotering: 05-04-2014 t/m | Hitnotering: 05-04-2014 t/m | Hitnotering: 05-04-2014 t/m | Hitnotering: 05-04-2014 t/m | Hitnotering: 05-04-2014 t/m | Hitnotering: 05-04-2014 t/m | Hitnotering: 05-04-2014 t/m | Hitnotering: 05-04-2014 t/m | Hitnotering: 05-04-2014 t/m | Hitnotering: 05-04-2014 t/m |
| Week:                       | 1                           | 2                           | 3                           | 4                           | 5                           | 6                           | 7                           | 8                           | 9                           | 10                          | 11                          | 12                          | 13                          | 14                          | 15                          | 16                          | 17                          | 18                          | 19                          | 20                          |
| --------------------------- | --------------------------- | --------------------------- | --------------------------- | --------------------------- | --------------------------- | --------------------------- | --------------------------- | --------------------------- | --------------------------- | --------------------------- | --------------------------- | --------------------------- | --------------------------- | --------------------------- | --------------------------- | --------------------------- | --------------------------- | --------------------------- | --------------------------- | --------------------------- |
| Positie:                    | 41                          | 31                          | 43                          | 38                          | 34                          | 28                          | 28                          | 25                          | 16                          | 15                          | 11                          | 24                          | 32                          | 39                          | 41                          | 47                          |                             |                             |                             |                             |

### VlaamseRadio 2 Top 30
| Hitnotering: 05-04-2014 t/m | Hitnotering: 05-04-2014 t/m | Hitnotering: 05-04-2014 t/m | Hitnotering: 05-04-2014 t/m | Hitnotering: 05-04-2014 t/m | Hitnotering: 05-04-2014 t/m | Hitnotering: 05-04-2014 t/m | Hitnotering: 05-04-2014 t/m | Hitnotering: 05-04-2014 t/m | Hitnotering: 05-04-2014 t/m | Hitnotering: 05-04-2014 t/m | Hitnotering: 05-04-2014 t/m | Hitnotering: 05-04-2014 t/m | Hitnotering: 05-04-2014 t/m | Hitnotering: 05-04-2014 t/m | Hitnotering: 05-04-2014 t/m | Hitnotering: 05-04-2014 t/m | Hitnotering: 05-04-2014 t/m | Hitnotering: 05-04-2014 t/m | Hitnotering: 05-04-2014 t/m | Hitnotering: 05-04-2014 t/m |
| Week:                       | 1                           | 2                           | 3                           | 4                           | 5                           | 6                           | 7                           | 8                           | 9                           | 10                          | 11                          | 12                          | 13                          | 14                          | 15                          | 16                          | 17                          | 18                          | 19                          | 20                          |
| --------------------------- | --------------------------- | --------------------------- | --------------------------- | --------------------------- | --------------------------- | --------------------------- | --------------------------- | --------------------------- | --------------------------- | --------------------------- | --------------------------- | --------------------------- | --------------------------- | --------------------------- | --------------------------- | --------------------------- | --------------------------- | --------------------------- | --------------------------- | --------------------------- |
| Positie:                    | 23                          | 19                          | 17                          | 15                          | 14                          | 12                          | 12                          | 16                          | 12                          | 8                           | 4                           | 5                           | 5                           | 3                           | 4                           | 6                           |                             |                             |                             |                             |